# Minamoto no Sanetomo

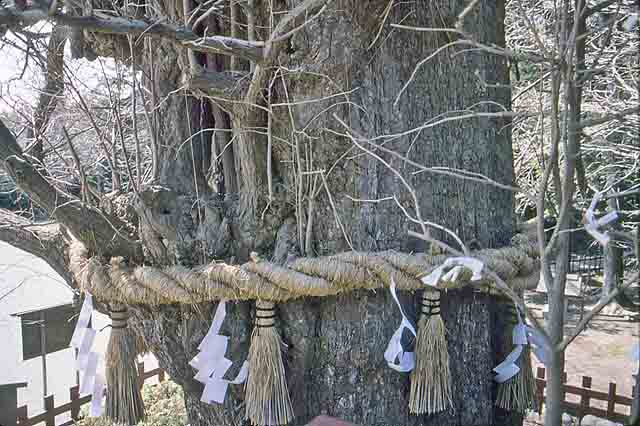
Träd vid Hachiman-templet. Sanetomo mördades av en bågskytt som gömde sig bakom detta träd.

Minamoto no Sanetomo (japanska 源 実朝), född 17 september 1192, död 13 februari 1219, tredje shogunen av kamakura-shogunatet. Sanetomo var Minamoto no Yoritomos näst äldste son, och han tillträdde posten som shogun efter att hans äldre bror, Minamoto no Yoriie, avgått 1203. Sanetomo insåg Hojo-ättens dominerande roll, och för att undvika att gå sin broders öde till mötes fann han sig i att styras av dem. Han ägnade sig åt att skriva wakapoesi och erövra hedrande, men maktlösa, titlar vid kejsarhovet. Hans broder Yoriies son mördade honom vid Hachimans tempel på nyårsdagen 1219 med en pilbåge. I och med Sanetomos död utslocknade Seiwa Genji linjen av Minamoto-ätten. Han efterträddes av Kujo Yoritsune.